# Питьевой режим
Питьево́й режи́м — наиболее рациональный порядок потребления воды в течение суток, устанавливающий его объём и периодичность, а также химический состав и физические свойства выпиваемых жидкостей с учётом вида деятельности человека, климатических условий окружающей среды и состояния организма. Правильный питьевой режим обеспечивает нормальный водно-солевой обмен, создаёт благоприятные условия для жизнедеятельности организма.

## Питьевая норма
Минимальное количество воды, необходимое организму для поддержания водно-солевого баланса в течение суток, зависит от климатических условий, возраста, характера и тяжести выполняемой работы. При тяжёлой работе на открытом воздухе питьевая норма может достигать 6,5 л в сутки.
При расчёте количества воды надо понимать, что речь не только о выпиваемой жидкости, но и о воде, содержащейся в пище. Также имеет значение солевой состав жидкостей. По рекомендациям американской национальной академии наук суточное потребление воды в жидкостях и пище в среднем составляет 2.7 литра для женщин и 3.7 литра для мужчин.

### Питьевой режим военнослужащих в полевых условиях
Питьевой режим — норма суточного расхода воды военнослужащего для питья, приготовления пищи, умывания и мытья посуды. Зависит от климатических условий, водообеспеченности местности, способа приёма и состава самой жидкости.
| Наличие воды                                 | Климатические условия | Потребление, литров |
| -------------------------------------------- | --------------------- | ------------------- |
| Когда получение качественной воды затруднено | Обычные               | 10                  |
| Когда получение качественной воды затруднено | В жарком поясе летом  | 15                  |
| На местности, обеспеченной источниками воды  | Обычные               | 2,5                 |
| На местности, обеспеченной источниками воды  | В жарком поясе летом  | 4                   |

### В спорте
Питьевой режим — норма потребления воды на тренировках и соревнованиях в зависимости от типа тренировки, вида спорта и климатических условий. Рядом официальных правил по видам спорта устанавливаются обязательные требования к расположению мест питьевых пунктов.

На всех соревнованиях на дистанции более 10 км пункты питания должны располагаться на каждом круге. Кроме того, пункты питья/освежения, где предоставляется только вода, располагаются приблизительно посередине между пунктами питания или чаще, если этого требуют погодные условия.— Правила соревнований на 2012-2013 годы. Пункты питья/освежения и питания в соревнованиях на трассе. Международная Ассоциация легкоатлетических федераций. Дата обращения: 22 января 2018. Архивировано 22 января 2018 года.
Питье во время еды
Нельзя пить во время еды, вода разбавляет желудочный сок и еда хуже переваривается — миф. Популяризатором этой идеи был Гербит Шелтон, создавший систему раздельного питания, которое было опровергнуто наукой. Подсчёты в случае с жидкостью показывают, что наш желудок активно на неё реагирует дополнительной выработкой желудочного сока. 

## Питьевые режимы в альтернативной медицине
В различных течениях альтернативной медицины пропагандируются свои варианты употребления жидкости. Так, в концепции раздельного питания Герберта Шелтона и в современных трактовках Аюрведы рекомендуется избегать питья во время еды.